# Kari Turunen
Kari Turunen, född 1962, är en finländsk dirigent.
Turunen är utbildad vi Helsingfors universitet och Sibelius-Akademin och har studerat dirigering för Matti Hyökki. Han har också studerat för Eric Ericson och Anders Eby, med flera. Turunen var dirigent för Akademiska Damkören Lyran 1998–2009 och är sedan 2008 dirigent för Akademiska Sångföreningen i Helsingfors. Mellan 2002 och 2012 var han dirigent i kammarkören Näsin Ääni. Han är också sångare i sånggruppen Lumen Valo, specialiserad på tidig och nutida musik.
Kari Turunen mottog ”conductor’s award” vid tävlingen för kammarkörer i Marktoberdorf (Internationaler Kammerchor-Wettbewerb Marktoberdorf) 2003 och utsågs till årets körledare i Finland 2008. Han är sedan 1997 ordförande i Finlands körledarförening – Suomen Kuoronjohtajayhdistys.